# SilverHawks
SilverHawks - I falchi d'argento (SilverHawks) è un cartone animato statunitense prodotto da Telepictures Productions, Lorimar-Telepictures e Warner Bros. Come in Thundercats, anche in questa serie l'animazione è stata effettuata dallo studio giapponese Pacific Animation Corporation.

## Trama
Un poliziotto bionico chiamato Comandante Stargazer ha reclutato i SilverHawks (menzionato in italiano I Falchi D'Argento), eroi che sono "in parte in metallo, in parte reali", per combattere il malvagio Mon-Star, un capo della mafia aliena sfuggito che si trasforma in un'enorme creatura blindata con l'aiuto del Moonstar di Limbo. Unirsi a Mon-Star nella sua malvagità è una folla intergalattica: il serpentone Yes-Man, il Buzz-Saw armato di lama, il "bull"-headed Mumbo-Jumbo, un controllore del tempo chiamato Windhammer, un mutaforma noto come Mo-Lec- U-Lar, uno squalo di carte robotico chiamato Poker-Face, l'hardware pesante per le armi, e "la follia musicale di" Melodia che usa un "keytar" che spara note musicali.
Argento vivo (che era Jonathan Quick) guida i SilverHawks, con il suo compagno di uccelli in metallo Tally-Hawk al suo fianco. I gemelli Emily e Will Hart diventarono Cuore d'acciaio e Mente d'acciaio, rispettivamente il tecnico e l'uomo forte di SilverHawks. Bluegrass che cantava in campagna pilotava la nave della squadra, Occhio stellare (pronunciato "miraggio" nella serie, ma dato l'ortografia del giocattolo Kenner). A completare il gruppo c'è un ragazzo "dal pianeta dei mimi", chiamato "Lama Rotante" e di solito chiamato "Lama" in breve (detto anche Bimboro per via della sua armatura dorata), un genio matematico che parlava con fischietti e toni computerizzati. I loro corpi bionici sono coperti da un'armatura metallica aderente a corpo intero che espone solo il volto e un braccio, l'armatura è dotata di una maschera protettiva retrattile, un wingx retrattile sotto il braccio (eccetto Bluegrass), propulsori sui gomiti e armi laser nelle loro spalle.

## Personaggi

### Silverhawks

#### Principali Silverhawks
- Il comandante Stargazer (doppiato da Bob McFadden) è un vecchio agente di polizia duro e brizzolato con capacità bioniche, catturò Mon*Star diversi anni fa prima dell'inizio della serie e lo fece imprigionare. Più vecchio degli altri SilverHawks, desidera tornare sulla Terra per una vacanza o per la pensione. Stargazer funge principalmente da "occhi e orecchie" per i SilverHawks, tenendoli informati sulla loro situazione attuale. Apparentemente il suo nome è Burt. Nella prima avventura dei SilverHawks, Stargazer è raffigurato come il custode di Tally-Hawk che successivamente è stato collaborato con Quicksilver. La sua armatura è d'oro, copre la parte superiore sinistra della sua testa così come il suo corpo, e il suo occhio sinistro è stato sostituito da una lente telescopica. Stargazer indossa una camicia bianca abbottonata, cravatta allentata, bretelle e pantaloni, che lo fanno assomigliare a uno stereotipo di agente di polizia in borghese.
- Quicksilver / Capitano Jonathan Quick (doppiato da Peter Newman) era l'ex capo della Forza Interplanetaria H ed è il leader sul campo dei SilverHawks. Conosciuto per i suoi riflessi rapidi (e il pensiero ancora più rapido), Quicksilver è un tattico e un atleta esperto. La sua armatura è di colore argento.
- Bluegrass (doppiato da Larry Kenney) è il secondo in comando dei SilverHawks e il capo pilota del gruppo, nonché un cowboy nell'animo. Bluegrass è l'unico SilverHawk attivo che non può volare, ma è lui che pilota il veicolo della squadra, il "Maraj". Usa la sua arma/strumento (raffigurato nella linea dei giocattoli come il suo uccello-arma con il nome Sideman) e il suo lazo. Bluegrass ha un'interfaccia con il sistema di pilotaggio del Maraj, che ha affettuosamente soprannominato "Hot Licks". La sua armatura ha una sfumatura blu-argento e indossa una bandana rossa al collo e un cappello da cowboy.
- Steelheart/sergente Emily Hart e Steelwill/sergente Will Hart (doppiato da Maggie Wheeler e Bob McFadden) sono fratelli gemelli fraterni. Divennero rispettivamente Steelheart e Steelwill quando si unirono ai SilverHawks. A Steelheart e Steelwill furono impiantati cuori artificiali durante la loro trasformazione. Le loro armature sono entrambe di colore acciaio scuro. Steelheart e Steelwill sono i "riduttori" della squadra. A causa di un legame empatico, quando un fratello sente qualcosa, anche l'altro lo sente. Fisicamente sono i giocatori più forti della squadra.
- Il ragazzo di rame(effetti vocali forniti da Pete Cannarozzi) è il membro più giovane dei SilverHawks e l'unico non proveniente dalla Terra. Genio matematico del Pianeta dei Mimi, "parla" a toni e fischi. La pelle del Copper Kid è blu ad eccezione dei segni bianchi sul viso che ricordano il trucco di un mimo. La sua armatura è color rame ma le ali hanno un aspetto argentato simile a quelle dei suoi compagni di squadra. Acrobata naturale, Copper Kidd ha due dischi affilati come rasoi (uno montato su ciascun fianco) che lancia come frisbee. Alla fine di ogni episodio, è stato interrogato durante le lezioni di astronomia da Bluegrass come addestramento per diventare il pilota di riserva Maraj (un ruolo che in seguito ha ricoperto raramente).

#### Silverhawks minori
- Hotwing (doppiato da Adolph Caesar negli episodi precedenti, Doug Preis negli episodi successivi) è un SilverHawk dorato che è stato aggiunto a metà stagione. È un mago e un abile illusionista. Hotwing ha ricevuto i suoi poteri da una forza energetica mistica che lo ha "scelto" per detenere i poteri per combattere l'ingiustizia. Deve ricaricare questi poteri ogni 14 anni, altrimenti morirà. Un momento degno di nota è stato quando Zeek the Beak ha ingannato la forza mistica facendogli dare questi poteri che avrebbero portato alla morte di Hotwing.
- Flashback (doppiato da Peter Newman) è un Silverhawk verde che viaggia nel tempo proveniente da un lontano futuro. Quando incontra lo Stargazer "molto più vecchio" che gli racconta del fatidico giorno in cui morirono i SilverHawks, Flashback viaggia indietro nel tempo per salvarli da un sole che esplode. Ha anche viaggiato indietro nel tempo per impedire a Hardware di distruggere i SilverHawks (quando il pazzo inventore sabotò i Maraj durante il loro sonno nell'iperspazio a Hawk-Haven dalla Terra, cosa che avrebbe causato il pilota automatico a farli volare direttamente verso il sole).
- Moon Stryker (doppiato da Larry Kenney) è un Silverhawk turchese. Può spingersi nello spazio grazie a un potente ciclone generato da eliche che emergono dalla sua vita. È arrogante ma un tiratore esperto, come dimostrato quando ha sparato a una penna dalla mano di Stargazer quando si sono incontrati per la prima volta nell'episodio "Battle Cruiser".
- Condor (doppiato da Bob McFadden) - Un vecchio alleato di Stargazer che Condor chiama "Gaze". Condor lasciò i SilverHawks per diventare un investigatore privato prima della serie, ma alla fine tornò. Invece delle ali, ha un jetpack e la sua arma principale è una frusta energetica.

#### I falchi combattenti di SilverHawk
I Fighting Hawks sono partner simili a falchi dei SilverHawks che hanno diverse abilità che li aiutano nella loro lotta contro la mafia e altri cattivi.
- Tally-Hawk è il Fighting Hawk di Quicksilver che è in parte metal e in parte reale. Il suo becco può squarciare il metallo e sparare laser.
- Side Man è il Fighting Hawk di Bluegrass che suona musica e spara laser.
- Rayzor è il Fighting Hawk di Steelheart le cui ali possono tagliare il metallo.
- Stronghold è il Fighting Hawk di Steelwill che può sollevare qualsiasi cosa sia pesante.
- May-Day è il Fighting Hawk di Copper Kidd con abilità basate sul suono.
- Sly-Bird è il Fighting Hawk di Stargazer che può fotografare e registrare qualsiasi cosa.
- Gyro è il Fighting Hawk di Hotwing con abilità rotanti.
- Backlash è il Fighting Hawk di Flashback che può anche viaggiare nel tempo.
- Tail-Spin è il falco combattente di Moon Stryker.
- Jet Stream è il falco combattente di Condor.

### Personaggi secondari
- Seymour (doppiato da Peter Newman con accento newyorkese) è il sollievo comico dello show televisivo. Seymour è un tassista spaziale che dice spesso "Sai cosa intendo?" Potrebbe essere ispirato da Space Cabbie, un personaggio di fantascienza degli anni '50.
  - Zeek il Becco è l'amico di Seymour. Zeek the Beak è un alieno verde simile a un uccello che spesso accompagna Seymour nei viaggi in taxi. I suoi slogan sono "Vuoi comprare un pesce?" e l'interiezione "Zeek!"
- Harry è un robot che lavora come barista in un bar sul pianeta Fence. Appare in molti episodi di solito servendo da bere.
- Il Professor Power lavora nel Sole Artificiale e lo controlla. È amichevole con i SilverHawks e spesso li aiuta.
- Sanders è il governatore di Bedlama, un pianeta simile alla Terra.
- Monotone (doppiato da Maggie Wheeler) è il computer che governa il pianeta Automata.
- Grodd l'Informatore è un informatore. Appare nell'episodio 32 quando informa la folla di una roccia che dovrebbe valere una fortuna, la Pietra del Salvatore.
- Lord Cash (doppiato da Larry Kenney) è responsabile del pianeta Dolar dove ci sono molti soldi ed è amichevole con SilverHawks. 
  - Gotbucks è il capo della sicurezza di Dolar.
- Warden Lockup (doppiato da Larry Kenney) è un direttore della prigione responsabile del Penal Planet 10 dove sono tenuti i criminali del Limbo. La sua faccia sembra un uccello. Al direttore Lockup piace il gioco d'azzardo perché è stato visto scommettere nella Great Meteor Race di Mon*star.
  - Cell Guard #1 è una creatura simile a un rinoceronte senza nome che lavora per Warden Lockup come ufficiale carcerario e controlla i corridoi del pianeta Penal.
  - Cell Guard #2 è un robot a una ruota senza nome che lavora per Warden Lockup come ufficiale carcerario e controlla i corridoi del pianeta Penale. È estremamente debole (i raggi laser lo distruggono). Di solito è con Cell Guard #1.

#### Forza interplanetaria federale
La Federal Interplanetary Force è un'organizzazione interplanetaria che ha il suo quartier generale sulla Terra. Sono responsabili della creazione dei Silverhawks e hanno aiutato ogni volta che Stargazer li contatta per chiedere aiuto. Tra di esso è noto
- Il generale Rawlings (doppiato da Larry Kenney) è il leader della Federal Interplanetary Force
- Il professor Ghemakain è un alieno non specificato responsabile della realizzazione delle armi per i Silverhawks.
  - L'infermiera Mabis (doppiata da Maggie Wheeler) è un'infermiera che lavora per la Forza interplanetaria federale ed è l'assistente del professor Ghemakain.
- Il brigadiere Brightlight è un membro di alto rango della Forza Interplanetaria Federale.

### Cattivi

#### Il Mob
Il Mob è un gruppo criminale organizzato e i principali antagonisti della serie che commette crimini in tutto il Limbo. Viaggiano in tre veicoli spaziali a cabina aperta chiamati Zoomer, Road Star e Limbo Limo.
- Mon*Star (doppiato da Earl Hammond) è il quintilionario boss del crimine alieno che è scappato dalla sua cella su Penal Planet 10. Appare come un umanoide felino muscoloso con capelli scuri striati di rosso su tutto il corpo, una voluminosa criniera e barba rosse e una benda sull'occhio (con il simbolo di una stella nera) che gli copre la sinistra. occhio. Ogni volta che utilizza i raggi della Moon*Star del Limbo e l'uso della sua Camera di Trasformazione, il corpo di Mon*Star viene racchiuso in un'armatura chiodata mentre recita "Moon*Star del Limbo, dammi la potenza, i muscoli, la minaccia, di MON*STELLA!". In questo stato, riacquista temporaneamente il suo occhio sinistro in grado di sparare il raggio cremisi della Stella di Luce che ha vari effetti, distruttivi e stordenti. Mon&Star ha del cattivo sangue con Stargazer a causa dei loro conflitti passati ed estende questa animosità ai SilverHawks.
  - Sky-Runner - Un gigantesco " calamaro spaziale " che funge da mezzo di trasporto di Mon*Star.
- Yes-Man (doppiato da Bob McFadden) è il lacchè, schiavo, adulatore multiuso di Mon*Star o una combinazione di questi. Come suggerisce il nome, è il compagno di Mon*Star che è sempre e solo d'accordo con Mon*Star. Ha un aspetto per metà umano e per metà serpente. Come membro di Mon*Star's Mob, Yes-Man gestisce la Camera di Trasformazione. Yes-Man una volta usò i poteri di Moon*Star insieme a Mon*Star ma non cambiò forma. La Luna*Stella gli ha dato principalmente maggiori capacità mentali e ambizione. Ciò portò a una faida tra lui e il suo capo finché i poteri non svanirono.
- Hardware (doppiato da Bob McFadden) è lo specialista di armi per Mon*Star's Mob. È una creatura estremamente intelligente, bassa ma voluminosa, leggera, dalla pelle viola e dai capelli rosa che trasporta uno zaino di grandi dimensioni pieno di armi e attrezzature autocostruite chiamato Roll-Up Bag. Mon*Star considera Hardware il suo servitore più pericoloso a causa del suo talento inventivo. In un'occasione, quando Mon*Star fu riconquistato, dovette usare Moon*Star per potenziare una scatola che avrebbe consentito a Mon*Star di fuggire da Penal Planet 10.
- Melodia (doppiata da Maggie Wheeler) è un'amante musicale che funge da nemesi e controparte del Bluegrass dei SilverHawks, Melodia è l'unico membro femminile di Mon*Star's Mob. Melodia viene solitamente vista girare nel Limbo Limo, causando caos e atti di terrore assortiti come diversivi. Melodia porta quasi sempre un sintetizzatore musicale (chiamato "Sound Smasher") come arma. Di solito indossa un abito esagerato da cantante rock: capelli verdi con due sfumature; un abito corto nero; cintura rossa con pacco batteria plug-up per "Sound Smasher"; lunghi guanti rossi senza dita; collant metà viola scuro e metà rosa chiaro; e occhiali blu scuro con montatura rossa con "nota musicale".
- Windhammer (doppiato da Doug Preis) è un membro eco-terrorista di Mon*Star's Mob con un grande diapason che gli consente di manipolare o generare modelli meteorologici distruttivi su un pianeta o nello spazio. Esempi del tempo che ha manipolato includono fulmini e tornado. È un umanoide muscoloso con pelle azzurra, lunghi capelli biondi e grandi orecchie da elfo.
- Mo-Lec-U-Lar (doppiato da Doug Preis) è un mutaforma a tema molecolare la cui forma primaria è un corpo umanoide composto da molte sfere in varie tonalità di rame. È il maestro del travestimento e il principale sicario di Mon*Star's Mob. Oltre a cambiare forma, Mo-Lec-U-Lar una volta divenne invisibile per infiltrarsi nella base dei SilverHawks.
- Buzz-Saw (doppiato da Bob McFadden) è una macchina da guerra senziente di colore rame chiaro. Buzz-Saw ha lame circolari affilate come rasoi sul suo corpo che possono essere usate come armi a proiettile. Parla con una voce acuta e metallica.
- Poker-Face (doppiato da Larry Kenney) è il denaro robotico che indossa occhiali da sole della mafia di Mon*Star che ha slot machine al posto degli occhi e porta un bastone decorato con semi di carte da gioco. È il proprietario dello Starship Casino. Poker-Face addebita sempre a Mon*Star miliardi per nuove idee creative contro i SilverHawks.
- Mumbo-Jumbo (doppiato da Peter Newman) è un Minotauro robotico dalla pelle ramata che è il muscolo di Mon*Star's Mob. È aiutato dalla sua capacità di "irrobustirsi", diventando più grande e più muscoloso, aumentando la sua forza in questo modo. Parla con grugniti metallici che i suoi soci sembrano capire (sebbene di solito pronunci correttamente il nome di Mon*Star) e sembra appartenere alla scala bassa dello spettro intellettuale. Il suo attacco caratteristico è una carica quadrupede contro un avversario. Mumbo-Jumbo è il nemico giurato di Steelheart a causa della forza e dell'abilità di Steelheart che lo abbattono facilmente.
- Timestopper (doppiato da Larry Kenney) è un arrogante nictofobo giovane delinquente di 14 anni con un dispositivo toracico che ha la capacità di sospendere tutti i movimenti ambientali e l'energia cinetica intorno a lui per un minuto di Limbo. Lavora spesso al servizio di Mon*Star, ma non ha remore a intralciarlo se non viene pagato per il lavoro. La sua nicotofobia è molto probabilmente dovuta al fatto che il suo dispositivo toracico è alimentato dalla luce.
- Zero the Memory Thief (doppiato da Peter Newman) è un losco personaggio dal naso lungo che ruba i ricordi usando un'arma simile a un pungolo per bestiame e li registra su cassette. Di tanto in tanto faceva affari con la banda di Mon*Star quando l'opportunità gli si addiceva. Sebbene possa rubare i ricordi, non può i dati memorizzati come fanno le sue vittime.
- Smiley è un robot boxer mummificato riportato in vita da Poker-Face. Una volta è stato fermato dal comandante Stargazer. Smiley è il campione dei pesi massimi del Limbo. È gestito tramite telecomando. Nello Starship Casino, Smiley sconfigge facilmente sia Mumbo-Jumbo che Buzz-Saw, ma in seguito non riesce a battere i SilverHawks.
- Darkbird (interpretato da Peter Newman) è un duplicato malvagio di Quicksilver creato da Hardware.

##### I falchi combattenti del Mob
Il Mob ha i propri Fighting Hawks:
- Sky Shadow è Mon*Star Fighting Hawk che è un pipistrello, piuttosto che un uccello con gli artigli sulle ali.
- Prowler è il Fighting Hawk di Hardware che in realtà assomiglia a un drago volante verde. La sua seconda forma è un piede di porco che si trova nella borsa arrotolabile dell'hardware quando non viene utilizzato.
- Volt-Ure è il Fighting Hawk di Mo-Lec-U-Lar che condivide le sue stesse abilità così come la capacità di generare una tempesta laser.
- Shredator è il falco combattente di Buzz-Saw con ali affilate. Come il suo proprietario, Shredator ha una sega sulla testa.
- Airshock è il Fighting Hawk di Mumbo-Jumbo che può trasformarsi in un martello da usare.

#### Trio fuorilegge da Fence
Appaiono in molti episodi e sono amichevoli con Melodia e Poker-Face, anche se i tre vengono solitamente traditi dalla mafia. Vengono spesso visti giocare a carte al Sini*Star Diner sul pianeta Fence:
- Il Bandito Spaziale è il leader robotico dei Tre Fuorilegge.
- Rhino (doppiato da Peter Newman) è un mutante simile a un rinoceronte.
- Ciclope è una creatura con un corpo a palloncino e un occhio solo, molto debole. Ogni volta che gli sparavano perdeva aria e volava in giro come un palloncino forato.

#### Altri cattivi
- Bounty Hunter è un mostro muscoloso con una faccia che ricorda un Bulldog con orecchie alte e appuntite. Ha un laser scintillante sulla testa e una stella rossa sulla cintura. È stato imprigionato da Stargazer per 200 anni ma è scappato due volte (fatto scoppiare una volta da Mon*Star nell'episodio 22 e la seconda volta da solo nell'episodio 45). Può assorbire l'energia diretta a lui e usarla per sostenere la sua forma fisica e diventare più grande e più potente. Può essere sconfitto solo dal bazooka a energia solare del comandante Stargazer. È estremamente pericoloso e potente, poiché ha sconfitto facilmente tutti i SilverHawks originali due volte. Fu fermato dal comandante Stargazer e dal successivo SilverHawk Hotwing.
- Uncle Rattler (doppiato da Peter Newman) è lo zio di Yes-Man. Appare solo nel suo episodio omonimo.

## Ambientazione

### La galassia Limbo
Anche se è nello spazio, il Limbo ha aria respirabile e i personaggi vengono visti cadere dai loro veicoli come in un campo gravitazionale. Durante la serie vengono mostrati vari pianeti:

#### Stelle
- Moon*Star of Limbo - Una stella solida, conferisce a Mon*star i suoi poteri di trasformazione.

#### Pianeti
- Bedlama - Un pianeta simile alla Terra, anche se le stelle possono essere viste nel suo cielo anche durante il giorno. Hawk Haven è il suo satellite.
- Hawk Haven - Base operativa dei Silverhawks. Orbita attorno a Bedlama.
- Brim*Star - Un pianeta dove opera la folla di Mon*Star. È cavo con gli alloggi di Mon*Star al suo interno ed è accessibile dall'esterno tramite una grande apertura a forma di stella sulla sua crosta. La superficie di Brimstar è come una gigantesca discarica di navi.
- Automata - Un mezzo pianeta delle dimensioni di una fabbrica, controllato da un supercomputer chiamato Monotone, che è l'unico essere senziente sul pianeta.
- Dolar - Un pianeta bancario dall'aspetto di una gemma cava.
- Recinto - Un piccolo planetoide con un bar, frequentato da criminali.
- Hanging Rock: il pianeta del cacciatore di taglie. È pieno di montagne e contiene pericolose elettro-rocce che assorbono energia e la forniscono al cacciatore di taglie.

#### Altro
- Starship Casino - La stazione spaziale di Poker-Face dove si svolge il gioco d'azzardo. Si trova fuori dalla giurisdizione dei SilverHawks, oltre "il limite dell'anno luce".
- Il Sole Artificiale è un dispositivo simile ad un'antenna che svolge tutte le funzioni di un sole e necessita di essere alimentato frequentemente. È gestito dal Professor Power ed è stato più volte il bersaglio della mafia.
- Penal Planet 10 - un luogo dove viene tenuta la maggior parte dei criminali. Il cacciatore di taglie e Smiley sono lì per la maggior parte del tempo, ma Hardware e Mon*star sono stati imprigionati lì.

## Produzione e distribuzione
Rankin/Bass ha fatto seguito alla serie di successo ThunderCats con questa serie su una squadra di eroi del 29º secolo a cui furono dati corpi e ali di metallo per fermare la criminalità organizzata nella galassia del Limbo. SilverHawks presentava molti degli stessi doppiatori che avevano lavorato su ThunderCats, tra cui Larry Kenney, Peter Newman, Earl Hammond, Doug Preis e Bob McFadden.
La Lorimar-Telepictures è stata acquistata dalla Warner Bros. nel 1989 e i diritti su SilverHawks sono ora detenuti dalla Warner Bros. Television Distribution.
Le repliche sono poi andate in onda su Cartoon Network dal 2000 al 2001

## Episodi
| NO. | Titolo                                 | Scritto da                 | Data di messa in onda originale |
| --- | -------------------------------------- | -------------------------- | ------------------------------- |
| 1 | "La storia delle origini"              | Peter Lawrence             | 8 settembre 1986                |
| Quando il boss del crimine intergalattico Mon*Star evade dalla sua prigione durante un'eruzione della Luna*Star che il personale della prigione cerca di impedire che raggiunga la finestra della cella di Mon*Star, la Terra invia una squadra di umani potenziati biomeccanicamente per catturarlo.                    |                                        |                            |                                 |
| 2 | "Viaggio nel Limbo"                    | Leonard Starr              | 9 settembre 1986                |
| I SilverHawks arrivano a Hawk Haven e hanno il loro primo incontro con Mon*Star e il suo Mob. |                                        |                            |                                 |
| 3 | "Il mangiatore di pianeti"             | William Overgard           | 10 settembre 1986               |
| Mon*Star utilizza lo Sky Chomper per "mangiare" altre astronavi e dare in pasto i detriti al Divoratore di Pianeti, la sua arma più grande e devastante finora. |                                        |                            |                                 |
| 4 | "Salvare il sole"                      | Peter Lawrence             | 11 settembre 1986               |
| La Mafia prende il controllo dell'enorme Sole Artificiale, la principale fonte di energia nella Galassia del Limbo. |                                        |                            |                                 |
| 5 | "Stop Timestopper"                     | Lee Schneider              | 12 settembre 1986               |
| Un delinquente con il potere di fermare il tempo si unisce alla banda di Mon*Star e li aiuta a saccheggiare la Miniera di Cristallo di Automata. |                                        |                            |                                 |
| 6 | "Uccello oscuro"                       | Steve Perry                | 15 settembre 1986               |
| Un clone malvagio di Quicksilver si fa strada a Dolar, il pianeta bancario di Limbo Galaxy, e prende in ostaggio il suo capo bancario Lord Cash. |                                        |                            |                                 |
| 7 | "Il retro"                             | William Overgard           | 16 settembre 1986               |
| All'interno dello Starship Casino, Poker-Face nasconde una nuova arma distruttiva che Mon*Star non vede l'ora di utilizzare. |                                        |                            |                                 |
| 8 | "La minaccia di Dritt"                 | Bruce Smith                | 17 settembre 1986               |
| Dopo che il loro ambasciatore viene rapito da Mon*Star, i potenti Triangulon minacciano di distruggere Hawk Haven a meno che Quicksilver non salvi il loro ambasciatore entro otto ore. |                                        |                            |                                 |
| 9 | "Ombra del cielo"                      | Kimberly Morris            | 18 settembre 1986               |
| Tally-Hawk viene rapito dalla mafia in modo che Hardware possa creare una versione malvagia del compagno dei SilverHawks per il loro leader Mon*Star. |                                        |                            |                                 |
| 10 | "Attrazione magnetica"                 | Chris Trengove             | 19 settembre 1986               |
| Durante il trasporto del criminale Poker-Face su Penal Planet 10, Steelheart viene attaccato da Hardware e dalla sua nuova arma, il Super Magnetizzatore. |                                        |                            |                                 |
| 11 | "Scudo d'oro"                          | Bruce Smith                | 22 settembre 1986               |
| I SilverHawks devono lavorare rapidamente per costruire uno scudo d'oro per proteggere Hawk Haven prima che venga disintegrato dall'ultima arma di Mon*Star. |                                        |                            |                                 |
| 12 | "Zero il ladro di memoria"             | Jeri Craden                | 23 settembre 1986               |
| Zero, il ladro di ricordi, cancella la conoscenza del comandante Stargazer dell'ultimo piano della mafia per distruggere la Terra usando un mega missile. |                                        |                            |                                 |
| 13 | "La corsa del latte"                   | Lee Schneider              | 24 settembre 1986               |
| I SilverHawks arrestano Melodia. ma il Pinball Beam di Hardware la libera e intrappola il Comandante Stargazer all'interno di Hawk Haven. |                                        |                            |                                 |
| 14 | "La trappola dell'hardware - Parte I"  | Peter Lawrence             | 25 settembre 1986               |
| I SilverHawks escogitano un piano attraverso il quale Quicksilver è in grado di catturare Hardware, ma Mon*Star non rinuncerà al suo esperto di armi senza combattere. |                                        |                            |                                 |
| 15 | "La trappola dell'hardware - Parte II" | Lee Schneider              | 26 settembre 1986               |
| Buzz-Saw si fa strada nel Penal Planet per liberare Hardware che poi esige la sua vendetta su Quicksilver lanciandolo nello spazio. |                                        |                            |                                 |
| 16 | "Corsa contro il tempo"                | Chris Trengove             | 29 settembre 1986               |
| Con l'intenzione di distruggere Hawk Haven, Mon*Star organizza "The Great Meteor Race". Per officiarlo, la mafia fa uscire Poker-Face di prigione. |                                        |                            |                                 |
| 17 | "Operazione Big Freeze"                | Jeri Craden                | 30 settembre 1986               |
| Mon*Star ordina a Windhammer and Hardware di generare una tempesta di ghiaccio galattica così potente che minaccia di congelare l'intera galassia del Limbo. |                                        |                            |                                 |
| 18 | "La nave fantasma"                     | Chris Trengove             | 1 ottobre 1986                  |
| Per infiltrarsi in Hawk Haven, una forza d'attacco segreta della mafia guidata da Hardware si nasconde all'interno di un'astronave abbandonata. |                                        |                            |                                 |
| 19 | "La grande corsa galattica"            | William Overgard           | 2 ottobre 1986                  |
| Mon*Star sfida i SilverHawks in una corsa allo spazio attraverso la galassia del Limbo in cui i Mob utilizzano tutti i trucchi del libro per vincere. |                                        |                            |                                 |
| 20 | "Fantaschermo"                         | Steve Perry                | 3 ottobre 1986                  |
| L'ultima invenzione di Hardware è un dispositivo che trasforma SilverHawks in zombi senza cervello e spetta a Steelheart salvare i suoi compagni. |                                        |                            |                                 |
| 21 | "Hotwing colpisce il Limbo"            | Peter Lawrence             | 6 ottobre 1986                  |
| Quando Mon*Star cattura tutti i SilverHawks, la Terra invia Hotwing, un ex mago, comandante della squadra e il nuovo membro dei SilverHawks a salvarli. |                                        |                            |                                 |
| 22 | "Il cacciatore di taglie"              | JVP Mundy                  | 7 ottobre 1986                  |
| Mon*Star's Mob mette a segno un'audace evasione per liberare il nemico giurato di Stargazer, il cacciatore di taglie, un cattivo che si nutre di energia. |                                        |                            |                                 |
| 23 | "Il fumble di Zeek"                    | Peter Lawrence             | 8 ottobre 1986                  |
| La mafia insegue Seymour e Zeek the Beak in tutto il Limbo perché hanno un microfilm di tutti i segreti dei SilverHawks. |                                        |                            |                                 |
| 24 | "I falchi combattenti"                 | Kimberly Morris            | 9 ottobre 1986                  |
| Quando la Mafia programma le macchine di Automata per produrre temibili copie di Sky-Shadow, i gemelli Steel lavorano freneticamente per produrre una contro-arma. |                                        |                            |                                 |
| 25 | "L'eroe rinnegato"                     | Leonard Starr              | 10 ottobre 1986                 |
| La mafia sostituisce il governatore di Bedlama con Mo-Lec-U-Lar e poi pianifica di utilizzare la potenza militare del pianeta contro i SilverHawks. |                                        |                            |                                 |
| 26 | "Uno a uno"                            | William Overgard           | 13 ottobre 1986                 |
| Il Mob crea cloni esatti dei SilverHawks e li invia in una missione mortale contro il Comandante Stargazer. |                                        |                            |                                 |
| 27 | "Non più signor bravo ragazzo"         | Chris Trengove             | 14 ottobre 1986                 |
| Yes-Man si unisce a Mon*Star nella sua camera di trasformazione ed emerge con più potere e intelligenza prima di decidere di prendere lui stesso il controllo della Mafia. |                                        |                            |                                 |
| 28 | "La musica delle sfere"                | Lee Schneider              | 15 ottobre 1986                 |
| Mentre la cometa di Halley attraversa la galassia del Limbo, i SilverHawks pianificano di guidarla verso la base operativa di Mon*Star, Brim*Star. |                                        |                            |                                 |
| 29 | "La corsa all'oro nel limbo"           | Steve Perry                | 16 ottobre 1986                 |
| Un cercatore spaziale trova l'oro su Automata, ma tre fuorilegge ignorano la sua richiesta e pianificano di rubare tutto il suo oro per loro stessi. |                                        |                            |                                 |
| 30 | "Conto alla rovescia fino a zero"      | Chris Trengove             | 17 ottobre 1986                 |
| Quando Copper Kidd va su Automata per riparare Monotone, cade in un'imboscata da parte del Mo-Lec-U-Lar e di Zero the Memory Thief che è lì per prosciugare tutti i banchi di memoria del supercomputer. |                                        |                            |                                 |
| 31 | "Amplificatore ambra"                  | Bill Ratner                | 20 ottobre 1986                 |
| Mo-Lec-U-Lar ruba l'amplificatore d'ambra, la lente d'ingrandimento energetica del sole artificiale, e Hardware lo inserisce quindi nella sua pistola energetica per creare l'arma più formidabile che i SilverHawks abbiano mai affrontato.                                                                             |                                        |                            |                                 |
| 32 | "La Pietra del Salvatore"              | Bob Haney                  | 21 ottobre 1986                 |
| Il Mob e i SilverHawks combattono per il possesso di una roccia che è l'unico oggetto in grado di ripristinare il campo magnetico in decomposizione della Terra. |                                        |                            |                                 |
| 33 | "Faccina"                              | Bruce Shlain               | 22 ottobre 1986                 |
| Il Mob attiva Smiley, un robot super pesante campione del Limbo che Stargazer una volta sconfisse, e Mon*Star lo manda a dare fuoco ai SilverHawks con queste potenti ondate di calore. |                                        |                            |                                 |
| 34 | "Buoni"                                | Bob Haney                  | 23 ottobre 1986                 |
| Lord Cash assume il robot della sicurezza Gotbucks per agire come nuovo capo della sicurezza di Dollare, ma viene rapito dalla mafia. |                                        |                            |                                 |
| 35 | "Il canto della sirena di Melodia"     | Lawrence Du Kore           | 24 ottobre 1986                 |
| Quando Quicksilver e Tally-Hawk vanno in aiuto di un mercantile d'oro sotto attacco, vengono catturati da Hardware e dalla mafia. |                                        |                            |                                 |
| 36 | "Il ritorno di Tally-Hawk"             | Stephanie Swafford         | 27 ottobre 1986                 |
| Mo-Lec-U-Lar ruba il telecomando di Tally-Hawk e Hardware quindi lo usa per ordinare a Tally-Hawk di attaccare i SilverHawk. |                                        |                            |                                 |
| 37 | "Sotto copertura"                      | Danny Peary                | 28 ottobre 1986                 |
| Mon*Star e la sua banda bloccano la fornitura di petrolio al sole artificiale della galassia Limbo mentre progettano di creare il proprio sole artificiale su BrimStar. |                                        |                            |                                 |
| 38 | "Occhio dell'infinito"                 | Kenneth Vose               | 29 ottobre 1986                 |
| Mon*Star mette le mani sul famigerato Occhio dell'Infinito, la forza più distruttiva dell'universo. Hotwing intende recuperare il cristallo prima che Hardware riesca a capire come usare i suoi poteri. |                                        |                            |                                 |
| 39 | "Un pezzo d'azione"                    | Bruce W.Smith              | 30 ottobre 1986                 |
| Mon*Star minaccia di inondare il pianeta Bedlama a meno che non gli venga pagato un lauto riscatto. |                                        |                            |                                 |
| 40 | "Flashback"                            | Kimberly Morris            | 31 ottobre 1986                 |
| Un giovane SilverHawk di nome Flashback viaggia indietro nel tempo per impedire l'annientamento dei SilverHawk per mano della mafia. |                                        |                            |                                 |
| 41 | "Super Uccelli"                        | Bruce Shlain               | 3 novembre 1986                 |
| Sotto gli ordini di Mon*Star, Hardware costruisce una gigantesca Sky-Shadow per distruggere i SilverHawks. |                                        |                            |                                 |
| 42 | "La porta blu"                         | Cy giovane                 | 4 novembre 1986                 |
| Travestendosi da Mon*Star, Mo-Lec-U-Lar guida i SilverHawks in una caccia all'oca mentre il vero Mon*Star attacca Hawk Haven. |                                        |                            |                                 |
| 43 | "La stella di Bedlama"                 | Kimberly Morris            | 5 novembre 1986                 |
| Sia i SilverHawks che i Mob hanno gli occhi puntati su un prezioso diamante. |                                        |                            |                                 |
| 44 | "L'illusionista"                       | Jeri Craden                | 6 novembre 1986                 |
| Mon*Star riesce a mettere Hotwing sotto l'incantesimo della Light Star e poi lo manda ad attaccare Hawk Haven. |                                        |                            |                                 |
| 45 | "Il cacciatore di taglie ritorna"      | Steve Perry                | 7 novembre 1986                 |
| Il cacciatore di taglie esce da Penal Planet 10 e crea una nuova base per vendicarsi dei SilverHawks. |                                        |                            |                                 |
| 46 | "L'inseguimento"                       | Bruce W.Smith              | 10 novembre 1986                |
| Mo-Lec-U-Lar ruba la nuova chiave del caveau principale di Dolar e guida Steelwill in una caccia all'oca nella galassia del Limbo. |                                        |                            |                                 |
| 47 | "Interruttore"                         | Beth Bornstein e JVP Mundy | 11 novembre 1986                |
| Una strana tempesta cosmica cambia le personalità di tutti, trasformando i SilverHawks in cattivi e i Mob in buoni. |                                        |                            |                                 |
| 48 | "Cane da discarica"                    | Bob Haney                  | 12 novembre 1986                |
| Travestendosi da raccoglitore di rifiuti, Mo-Lec-U-Lar ruba una custodia contenente parti meccaniche vitali senza le quali il comandante Stargazer non potrà sopravvivere. |                                        |                            |                                 |
| 49 | "Finestra nel tempo"                   | JVP Mundy                  | 13 novembre 1986                |
| L'hardware riesce a viaggiare indietro nel tempo sulla Terra quando i SilverHawks stanno appena partendo per la galassia Limbo e spetta a Flashback impedirgli di sabotare il Miraj. |                                        |                            |                                 |
| 50 | "Gangwar - Parte I"                    | William Overgard           | 14 novembre 1986                |
| Melodia e Poker-Face decidono di rovesciare Mon*Star e prendere il controllo della mafia, provocando una guerra civile tra entrambe le parti della mafia. |                                        |                            |                                 |
| 51 | "Gangwar - Parte II"                   | William Overgard           | 17 novembre 1986                |
| Usando lo Sky-Chomper, Mon*Star fa uscire Hardware e Buzz-Saw dal Penal Planet 10 prima di rivolgere lo Sky-Chomper su Hawk Haven. |                                        |                            |                                 |
| 52 | "Attacco furtivo - Parte I"            | Cy giovane                 | 18 novembre 1986                |
| Sotto l'ordine del comandante Stargazer, Quicksilver e Hotwing si imbarcano in una pericolosa missione su BrimStar per arrestare Mon*Star, ma la mafia non permetterà che il loro leader venga catturato senza combattere.                                                                                               |                                        |                            |                                 |
| 53 | "Attacco furtivo - Parte II"           | Cy giovane                 | 19 novembre 1986                |
| L'hardware libera Mon*Star dal Penal Planet 10 utilizzando una scatola contenente il potere di Moon*Star e Mon*Star lancia quindi un attacco mortale ai SilverHawks. |                                        |                            |                                 |
| 54 | "Luna*Stella"                          | Alice Knox e Peter Larson  | 20 novembre 1986                |
| Poker-Face consegna a Mon*Star un pezzo di Moon*Star che conferisce al cattivo nuovi incredibili poteri e i SilverHawks ora devono fermare questo Super Mon*Star. |                                        |                            |                                 |
| 55 | "Perno diamantato"                     | Pietro Lorenzo             | 21 novembre 1986                |
| La mafia assume Zeek come autista della loro limousine e poi gli consegna una bomba a spillo di diamante per annientare i SilverHawks. |                                        |                            |                                 |
| 56 | "Bruciato"                             | Bill Ratner                | 24 novembre 1986                |
| Zero ruba la memoria del Professor Power e concentra tutta l'energia del Sole Aritifcial su Hawk Haven dove Stargazer e i gemelli d'Acciaio sono intrappolati. |                                        |                            |                                 |
| 57 | "Incrociatore da battaglia"            | Lee Schneider              | 25 novembre 1986                |
| Mon*Star ha intenzione di andare sulla Terra e iniziare un'ondata di criminalità mentre Stargazer impiega due nuovi SilverHawks chiamati MoonStryker e Condor per aiutarlo. |                                        |                            |                                 |
| 58 | "Mondo piccolo"                        | Kimberly Morris            | 26 novembre 1986                |
| La Mob si rimpicciolisce e ruba gli Automata, ma non sa che il pianeta ha una valvola difettosa che potrebbe farlo esplodere e distruggere l'intera Galassia del Limbo. |                                        |                            |                                 |
| 59 | "Abbinamento"                          | Bruce W.Smith              | 27 novembre 1986                |
| Dopo essere stato imprigionato nel Penal Planet 10, Windhammer organizza uno spettacolare incontro di boxe all'interno della prigione per creare un diversivo che gli permetta di scappare. |                                        |                            |                                 |
| 60 | "Ristrutturazione di Stargazer"        | William Overgard           | 28 novembre 1986                |
| Agli ordini di Mon*Star e armato di letali dischi fusione, Mo-Lec-U-Lar esce per eliminare il comandante Stargazer. A causa di una deviazione allo Starship Casino, Mon*Star chiede a Poker-Face di aiutarlo a finire il lavoro. Ora i SilverHawks devono raggiungere Stargazer prima che i dischi di fusione esplodano. |                                        |                            |                                 |
| 61 | "Il distruttore invisibile"            | Dow Flint Kowalczyk        | 1 dicembre 1986                 |
| L'ultima invenzione di Hardware è un satellite laser invisibile che intende utilizzare per conquistare Bedlama. |                                        |                            |                                 |
| 62 | "Più cadono"                           | Chris Trengove             | 2 dicembre 1986                 |
| Dopo aver ricostruito il gigante Sky-Shadow, il Mob intende usarlo per trainare Penal Planet 10 su Brim*Star e arruolare tutti i prigionieri del Mob. |                                        |                            |                                 |
| 63 | "Zio Rattler"                          | Beth Bornstein             | 3 dicembre 1986                 |
| Lo zio di Yes-Man, Rattler, ruba la spedizione del libro paga dei SilverHawks prima che la mafia possa raggiungerla. |                                        |                            |                                 |
| 64 | "Il potere di Zeek"                    | Matteo Malach              | 4 dicembre 1986                 |
| La sfera magica inviata dalla Terra per ricaricare i poteri di Hotwing viene intercettata da Zeek che convince con successo la sfera a dotarlo dei poteri di Hotwing. |                                        |                            |                                 |
| 65 | "Spettacolo aereo"                     | Peter Lawrence             | 5 dicembre 1986                 |
| Travestendosi da Miraj, Mo-Lec-U-Lar semina il caos nell'Air Show organizzato dai SilverHawks per celebrare il Giorno dell'Indipendenza nella Galassia del Limbo. |                                        |                            |                                 |

## Sigla TV
Sia per la prima visione nel 1988 su Rai 2 che per la replica negli anni 90 su TMC, all'interno rispettivamente dei contenitori Patatrac e Zap Zap, la sigla italiana di SilverHawks era trasmessa su immagini dell'intro originale statunitense. Intitolata con l'omonimo nome del cartone, essa era scritta nel testo da Andrea Lo Vecchio e composta nella musica da Gino De Stefani (quest'ultimo ne fu anche il cantante sotto lo pseudonimo de "I Falchi D'Argento").

## Merchandising e altri media

### Uscite in DVD [ modifica ]
Nell'ottobre 2008, Warner Home Video ha rilasciato per la prima volta SilverHawks: Volume 1 su DVD nella regione 1. Il set da 4 dischi contiene i primi 32 episodi della serie.
Nell'ottobre 2011, la Warner Bros. ha pubblicato SilverHawks: Volume 2 su DVD nella regione 1 tramite la Warner Archive Collection. Questa è una versione Manufacture-on-Demand (MOD), disponibile esclusivamente tramite il negozio online di Warner e Amazon.com. Il set da 4 dischi contiene i restanti 33 episodi della serie.

### Action figures
La collezione di action figure SilverHawks basata sulla serie animata è stata prodotta da Kenner e pubblicata per la prima volta nel 1987. LJN, i creatori delle figure ThunderCats, originariamente dovevano produrre le figure SilverHawks ma hanno deciso di abbandonare il progetto all'ultimo minuto. Ogni figura era confezionata con un uccello da compagnia e, simile alla collezione Super Powers di Kennertoyline, aveva una caratteristica d'azione di qualche tipo. La seconda serie di figure è più difficile da trovare rispetto alla prima e Ultrasonic Quicksilver è la più difficile. Il MonStar con Laser Lance, il Copper Kidd con Laser Discs e il veicolo Copper Racer non furono prodotti ma furono mostrati nel catalogo di giocattoli Kenner del 1988. Anche la Fortezza di Hawk Haven non fu mai pubblicata, a causa degli alti costi di produzione che avrebbe dovuto sostenere. Molti personaggi ricorrenti non sono mai stati realizzati, inclusi Yes-Man, Melodia e Poker-Face.

#### Uccelli armati
Gli uccelli-arma sono compagni animali cyborg rilasciati con la maggior parte delle action figure. Mentre Tally-Hawk è apparso in quasi tutti gli episodi della serie, tutti gli altri "uccelli-arma" sono apparsi solo in una manciata di episodi. Nell'episodio "The Fighting Hawks", gli uccelli-arma degli Steel Twins sono stati accidentalmente cambiati rispetto alle versioni giocattolo. Gli uccelli-arma sono elencati di seguito, con il nome del loro partner giocattolo tra parentesi.
- Tally-Hawk (Argento vivo)
- Sideman (Bluegrass)
- Rayzor (Cuore d'acciaio)
- Fortezza (Volontà d'Acciaio)
- Primo Maggio (Copper Kidd)
- Sly-Bird (Stargazer)
- Giroscopio (Hotwing)
- Contraccolpo (Flashback)
- Rotazione della coda (Moon Stryker)
- Jet-Stream (Condor)
- Sky Shadow (Mon*Star) - un pipistrello, piuttosto che un uccello
- Prowler (Hardware) - un drago volante verde
- Volt-Ure (Mo-Lec-U-Lar)
- Trituratore (sega circolare)
- Scossa aerea (Mumbo-Jumbo)

Nel 2021 è stata annunciata una nuova linea di action figure Silverhawks. 

### Altra merchandising
Molti altri pezzi di merchandise SilverHawks furono rilasciati negli anni '80, tra cui un gioco da tavolo, puzzle, lenzuola e un astuccio di plastica con i personaggi principali su un lato. Furono prodotti anche pigiami, che includevano lembi alari sotto le braccia per assomigliare di più ai personaggi.

### Fumetti
L'etichetta per bambini della Marvel Comics, Star Comics (che ha pubblicato anche ThunderCats), ha pubblicato una serie di sette numeri. Gli scrittori includevano Steve Perry, che scrisse anche per la serie animata. 
| Problema | Titolo                              | Data di copertina | Sinossi |
| -------- | ----------------------------------- | ----------------- | --- |
| 1        | La storia dell'origine              | Agosto 1987       | Quando Mon*Star fugge da Penal Planet 10 e fa fuggire il resto della mafia, il comandante Stargazer chiama la Terra per chiedere rinforzi. Quattro volontari umani e un volontario del Pianeta dei Mimi vengono trasformati in Silverhawk e presto sono in viaggio verso la Galassia Limbo e Hawk Haven, la loro casa per i prossimi secoli, ma Mon*Star organizza una festa di benvenuto. |
| 2        | Rapito                              | Ottobre 1987      | Quando Tallyhawk scopre che Mon*Star e Hardware stanno pianificando di rapire il comandante Stargazer, Stargazer decide che è la sua occasione per ottenere tutti i segreti della mafia dalle banche dei loro computer. |
| 3        | Clementina                          | Dicembre 1987     | Il bandito spaziale avanza una pretesa su Automata e la sua bocca rumorosa porta Melodia a ottenere l'oro per Mon*star. Bluegrass va a portarli dentro, ma presto ha bisogno di essere salvato. Ho scoperto che Automata ha dei segreti che nessuno conosceva tranne il cercatore. |
| 4        | Copper Kidd batte le probabilità    | Febbraio 1988     | Il giocatore d'azzardo Percunius Wadsworth Wellington si presenta a Hawkhaven dicendo di essere stato derubato dalla mafia. Poker-face ha un nuovo gioco allo Starship Casino e non era contento che Wellington avesse vinto alla grande prima che Poker-face lo truccasse. Ma i Silverhawk non possono fare nulla per aiutarlo: lo Starship Casino si trova oltre il limite di Lightyear: la fine della loro giurisdizione. Copper Kidd si offre volontario per portarlo a casa, ma decide invece di aiutarlo a riconquistare i suoi soldi. Stargazer ordina agli altri Silverhawk di fermarlo perché la Terra li scioglierebbe se battesse il Mob e ciò che il Mob gli farebbe non vale la pena menzionarlo. |
| 5        | Fantaschermo                        | aprile 1988       | L'hardware costruisce una macchina che mostrerà la più grande fantasia di qualcuno e lo renderà uno schiavo senza cervello. Quando Steelwill ne viene ridotto in schiavitù, Steelheart e gli altri Silverhawk vanno in suo soccorso. |
| 6        | Qualche risata con la vecchia folla | Giugno 1988       | Quando Stargazer pasticcia con la cattura della Mon*Star e del Mob da parte di Silverhawks, decide di tornare sulla Terra per gli aggiornamenti. Quando Mon*Star conquista Hawkhaven e Copper, Kidd è l'unico rimasto a chiedere aiuto. |
| 7        | Darkbird                            | Agosto 1988       | Lord Cash del Bankworld di Dolare chiama aiuto quando Quicksilver sembra attaccare. Ma Tallyhawk ha un rapporto di Brim*Star: l'hardware ha costruito un falso Silverhawk per Mon*Star. |

### Altre apparizioni
Nel remake di ThunderCats del 2011, Mon*Star appare brevemente in un cameo nell'episodio "Legacy". È stato visto su un monitor sul ponte della nave di Mumm-Ra. 
Solar Opposites presenta una lunga sottotrama che parodia l'IP chiamato SilverCops.

### Reboot
A partire da luglio 2021, è in fase di sviluppo un reboot di Silverhawks. 